# Mohamadou Diarra
Pas d'image ? Cliquez ici

a Compétitions nationales et continentales officielles uniquement.

b Matchs officiels uniquement.
Dernière mise à jour le 3 juillet 2013.
 Mohamadou Diarra, né le 26 septembre 1983 au Sénégal, Il joue avec l'US Montauban et avec l'équipe du Sénégal de rugby à XV, évoluant au poste d'ailier ou de centre (1,71 m pour 78 kg).
Son demi-frère Ibrahim Diarra est également un joueur professionnel de rugby à XV, international français.

## Biographie
Mohamadou Diarra évolue en France, où sa première équipe était l'ES Viry Chatillon Rugby, depuis ses débuts, rejoignant la première catégorie en 2001/02, jusqu'à 2003/04. Il jouerait ensuite pour Section Paloise (2005 / 06-2008 / 09), la première saison au Top 14, en un match, et les trois autres au Pro D2, Limoges (2009 / 10-2010 / 11) et US Montauban, depuis 2011/12, à Fédérale 1. 
Mohamadou Diarra est un joueur international pour le Sénégal.

## Carrière

### En club
- 2001-2004 : ES Viry Chatillon Rugby
- 2005-2009 : Section paloise
- 2009-2011 : Limoges Rugby
- 2011-2014 : US Montauban
- SC Nègrepelisse

### En équipe du Sénégal
- International : participation à la coupe d'Afrique des nations 2006.

### Autres sélections
- International de rugby à 7.